# Bufo stejnegeri
Bufo stejnegeri é uma espécie de anfíbio anuro da família Bufonidae. É considerada espécie pouco preocupante pela Lista Vermelha do UICN. Está presente na Coreia do Sul e China.